# 六诏
六诏，7世纪初，在今云南洱海地区的六个大型部落，称为「六诏」。
唐時西洱河地區，居住着乌蛮，共分6大部落，号称「六诏」，即蒙巂诏、越析诏、浪穹诏、邆赕诏、施浪诏及蒙舍诏。當中蒙舍诏因地處南方，稱為南诏，亦為各部落中最強，家族姓蒙氏。“詔”解作酋長。
649年，蒙舍诏首领细奴逻建号大蒙国，称奇嘉王(虽然称国，但还只是个部落)。另一种说法是南诏东北白崖的白国张乐进求让位于避仇来居的细奴逻。细奴逻遣子入唐，求唐保护。自唐高宗仪凤三年（678年）起，吐蕃先后征服五诏，独蒙舍诏始终附唐。开元元年（713年），玄宗封南诏皮罗阁为台登郡王，赐名“归义”。729年2月，唐打敗吐蕃，攻下昆明盐源（今鹽源）。六詔中的邆賧詔、浪穹詔、施浪詔及河蠻依附於吐蕃，而越析詔、蒙巂诏及蒙舍詔（南詔）歸附唐王朝。
六诏起源于爨族，在爨族分裂为两部之后由西爨（白蛮）发展而来。
六诏分别为：
- 越析诏：今宾川县地，六诏之东
- 施浪诏：今洱源县青索，六诏东北
- 浪穹诏：今洱源县地，六诏西北
- 邆赕诏：今洱源县邓川，六诏之西
- 蒙巂诏：今巍山县北及漾濞彝族自治县地，六诏中偏南
- 蒙舍诏：今巍山县地，六诏最南

蒙舍诏因其位于诸诏之南，又称南诏。开元二十六年（738年），蒙舍诏首领皮罗阁在唐朝支持下兼并五诏，进爵云南王，以西洱河（今洱海）地区为基地建立南诏国。次年迁都太和城（位于今大理市太和街道太和村）。